# 215th Street (métro de New York)
215th Street est une station, établie en aérien, de la ligne d'infrastructure IRT Broadway-Seventh Avenue du métro de New York. Elle est située à l'intersection West 215th Street & 10th Avenue, sur le quartier Inwood, dans l'arrondissement de Manhattan, de la ville de New York aux États-Unis.

## Histoire
La station 215th Street est mise en service le 12 mars 1906, lors de l'ouverture à l'exploitation du prolongement de la ligne IRT de la station 157th Street à la station terminus provisoire 221st Street,,.